# Anisus zhirmunskii
Anisus zhirmunskii е вид охлюв от семейство Planorbidae.

## Разпространение и местообитание
Този вид е разпространен в Русия (Приморски край).
Обитава сладководни басейни и реки.